# Georgi Fjodorowitsch Morosow

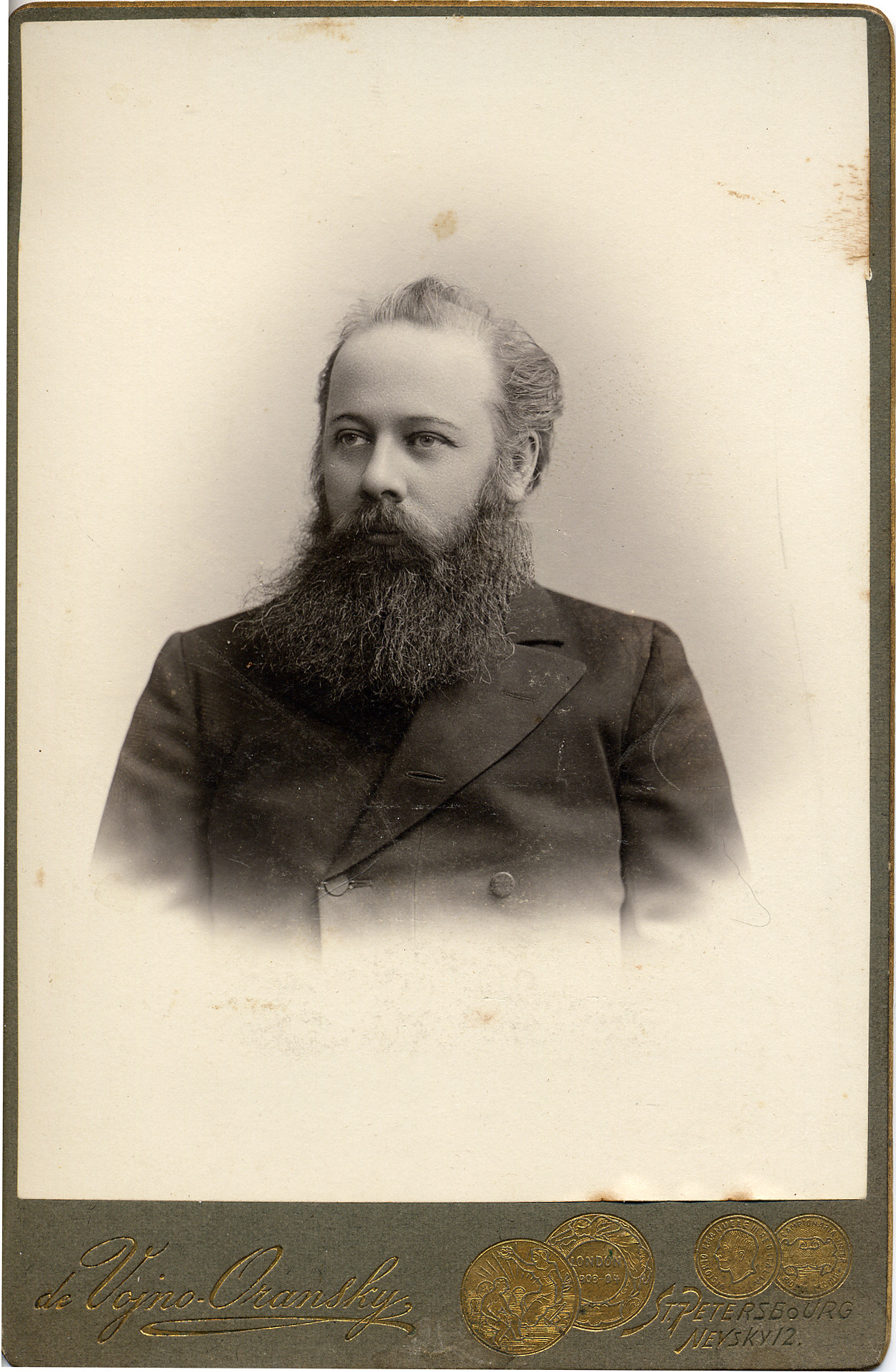
Georgi Fjodorowitsch Morosow (1903)

Georgi Fjodorowitsch Morosow, russisch Георгий Фёдорович Морозов, (* 26. Dezember 1866jul. / 7. Januar 1867greg. in Sankt Petersburg; † 9. Mai 1920 in Simferopol) war ein russischer Forstwissenschaftler, bekannt für Beiträge zur Biogeographie und Ökologie von Wäldern.

## Leben
Morosow, dessen Vater Kaufmann und im Stadtrat war, war zunächst Berufs-Offizier und war in der Festung von Daugavpils als Artillerie-Leutnant stationiert. Durch Kontakt mit dorthin zwangsexilierten jungen Intellektuellen (besonders einer jungen Frau, O. N. Zandrok)  beschloss er seine militärische Karriere aufzugeben und studierte in Sankt Petersburg Land- und Forstwirtschaft. Die Entscheidung führte zum Bruch mit seinem Vater. Von großem Einfluss auf Morosow war der Anatom P. F. Lesgaft, der an der Universität wegen linken politischen Ansichten entlassen worden war und Privatunterricht gab und der ein überzeugter Darwinist war. Insbesondere betraf das den komplexen Zusammenhang von Form und Funktion bei Tieren und deren Wechselwirkung mit der Umwelt. 1894 erwarb er seinen Abschluss und arbeitete als Förster und Lehrer für Forstwirtschaft in einem Reservat im Gouvernement Woronesch. Hauptprobleme damals waren Dürreperioden. Nach ersten Veröffentlichungen wurde er 1896 zum Studium nach Deutschland geschickt (München, Eberswalde) und er leitete nach seiner Rückkehr eine Forst-Versuchsstation. Er wandte die Erkenntnisse der Bodenkunde von Wassili Dokutschajew auf Wälder an und veröffentlichte darüber 1899, was ihn in Russland als Forstfachmann bekannt machte. 1901 wurde er Professor für Forstwirtschaft in Sankt Petersburg. 1902 wurde dort auf Initiative von Morosow die Forstlehre in zwei Abteilungen aufgeteilt, eine klassische Richtung und eine neue Richtung, die sich mit Wiederaufforstung und ökologischen Maßnahmen in Wäldern befasste. Von 1904 bis 1919 gab er das Wald Journal (Лесной журнал) heraus. Er setzte sich auch für akademische Landwirtschafts-Kurse für Frauen ein und leitete diese.
1917 zwang ihn ein Nervenleiden (Paralyse)  zur Erholung auf die Krim nach Jalta. Ab 1918 hielt er Vorlesungen an der neu gegründeten Universität in Simferopol.
Nach dem frühen Tod seiner Freundin O. N. Zandrok an Diphtherie heiratete er deren Schwester Lidia Nikolajewna.

## Schriften
- Boden- und Forst-Verwaltung, in: Pochvovedenie (Почвоведение), 1899, Nr. 1 (russisch)
- Einführung in die Wald-Biologie (Theorie der Wald-Ökologie, Band 1), Sankt Petersburg 1912 (russisch)
  - später als: Lehre des Waldes 7. Auflage Moskau 1949 (russisch)
- Wissenschaft des Waldes. Ausgewählte Werke, 3 Bände, Moskau, Dokuchayev Boden Institut, 1994 (russisch)

1920 wurde eine gekürzte Fassung seines Hauptwerks zum Wald veröffentlicht (Wissenschaft des Waldes, Simferopol), später eine vollständigere Fassung von seinem Schüler V. V. Matreninski.